# Cryptosystème de Chor-Rivest
 (mars 2011).
Si vous disposez d'ouvrages ou d'articles de référence ou si vous connaissez des sites web de qualité traitant du thème abordé ici, merci de compléter l'article en donnant les références utiles à sa vérifiabilité et en les liant à la section « Notes et références ».
Le cryptosystème de Chor-Rivest est un système de chiffrement asymétrique inventé par Benny Chor et Ronald Rivest en 1988. Ce système est basé sur le problème du sac à dos qui appartient à la classe des problèmes NP-complet.
Ce cryptosystème a été cassé par Schnorr (en) et Horner en 1995, par la technique de réduction de réseau.